# القلعة البيضاء
القلعة البيضاء (العنوان التركي الأصلي: Beyaz Kale) وهي رواية تركية للكاتب: أورخان باموق. هي الرواية الثالثة له والتي فازت بجائزة نوبل للآداب عام 2006. يعرض فيها الكاتب رؤيته للعلاقة بين الشرق والغرب بتشخيصهما في شخصية الإيطالي والأستاذ. ويعرض المفارقات والتشابهات بين الثقافتين عن طريق المواقف المختلفة، وعن طريق تغير مشاعر الشخصيتين تجاه بعضهما.

## الشخصيات الرئيسية
الإيطالي عالم شاب إيطالي يقبض العثمانيون عليه أثناء الإبحار من البندقية إلى نابولي. واثق من نفسه. يدّعي أنه طبيب، ويدخل السجن، فيعالج العديد من المرضى ويتعلم التركية حتى يستدعيه الباشا. يعالج الباشا من مرضه أيضًا فيصبح عبدًا للأستاذ -الذي يشبهه تماما في الشكل- لأنه رفض تغيير ديانته. حاول الهرب في بداية عمله مرتين. استفاد الأستاذ من علمه في مشاريع كثيرة، واستخدم الشاب العلوم التي تعلمها ليرتقي بمكانته عند العثمانيين وينجح في ذلك. وعندما فشل السلاح الذي صنعه مع الأستاذ، يتبادل الاثنان شخصياتهما ويبقى العالم الإيطالي في تركيا كأنه الأستاذ. وهو الراوي في الرواية.
الأستاذ هو رجل عالم، يستخدم علمه ويستغل علم الإيطالي لأجل مصلحته في أن يصبح رئيس المنجمين ويتقرب من السلطان. كان يخاف من الباشا، وشعر بارتياح حين تم نقله. وبعد موت كبير المنجمين حصل على مركزه، وأصبح قريبًا من السلطان وعمل على الكثير من المشاريع والاختراعات. وحين فشل السلاح الذي صنعه مع مساعده الإيطالي، تبادل الشخصيات مع مساعده وهرب إلى إيطاليا، وعاش هناك على أنه العالم الإيطالي.
الباشا هو رجل الدولة الأول بعد السلطان. كان له التحكم في شؤون الدولة. استدعى الإيطالي من السجن بعدما علم بمعالجته للمرضى فيه وطلب منه علاجه. فصنع له مزيجًا، وتحسن بعد فترة فاستدعى الإيطالي مرة أخرى. هذه المرة عرض عليه الإسلام فرفض، فحاول تخويفه  ولكنه تمسك بدينه. أُعجب الباشا بشخصيته فأعطاه عبدًا للأستاذ ليصبح مساعده في المهمات التي يطلبها الباشا. وذلك حتى تم نقله لمكان آخر، لتُتاح الفرصة للأستاذ ليتقرب من السلطان.

## مقدمة للأحداث
تجري أحداث هذه القصة في القرن 17 في مدينة أسطنبول عندما أبحر عالم إيطالي شاب من مدينة البندقية إلى نابولي حيث اعتقلته السلطات العثمانية فيها. وبعد مضي القليل من الوقت، أصبح مملوكًا لعالم يُعرف باسم هوجا (الأستاذ)، وهو رجل يقاربه في العمر، ويشابهه بالصفات.
كان الأستاذ يقدم تقارير للباشا الذي كان بدوره يسأله العديد من الأسئلة في العلوم وعن العالم. تم تقديم الأستاذ والراوي- العالم الإيطالي- للسلطان؛ بسبب تصميمهم لسلاح ضخم من الحديد.
طُلب من المملوك تعليم أستاذه علوم وتقنيات الغرب من الطب إلى الفلك. ولكن الأستاذ بدأ يتساءل عن ماهيتهما، وإذا كانت معرفتهم الحميمة ببعضهم قد تساعدهم على تبادل هوياتهم.

## ملخص الأحداث
بدأت القصة بين عامي 1984و1985 بشكل مدخل لحكاية كتبها المؤرخ فاروق دارون أوغلو (شخصية تعود لإحدى مؤلفات باموق، المنزل الصامت) تعود إلى الإهداء الخيالي في بداية الحكاية لأخت الشخصية الراحلة. ذكر فاروق عثوره على الرواية التالية بين أوراق مكتبية قديمة في غرفة تخزين عند بحثه في أرشيف مكتب الحاكم في غبزة. فأخذ المخطوطة مأسورًا بوجودها بمثل هذا المكان. بدأ بمحاولة إيجاد مصدر للحكاية أثناء راحته من العمل، أملًا بأن يوثق أحداثها وكاتبها. واستطاع ربط الكاتب بإيطاليا، لكنه لم يستطع إحراز أي تقدم آخر. ولكن خبير قال له بأن مثل تلك المخطوطات التي وجدها قد توجد في العديد من المنازل الخشبية القديمة في أسطنبول، معتقدين سكانها بأنها مصاحف قديمة؛ فتركت مبجلة وغير مقروءة. وقرر نشر المخطوطة مع القليل من التشجيع. انتهت المقدمة بملاحظة من فاروق بأن دار النشر هي من اختارت عنوان الكتاب، وملاحظة مجملها أن طبيعة القاريء العصري ستحاول الربط بين إهداء الكتاب لأخته وبين الحكاية التالية (أنظر إلى القص الما ورائي). تبدأ الحكاية لراوي لا اسم له عندما يقوم الأسطول التركي بالقبض عليه أثناء إبحاره من البندقية إلى نابولي، فيتم الاستيلاء على السفينة عندما يتردد القبطان في إصدار الأوامر، فيؤسر الراوي وأصحابه. يخاف الراوي فيدّعي بأنّه طبيب وباستخدامه لأساسيات علم التشريح كان قادرًا على خداعهم بنجاح؛ ولكنّه يظل أسيرًا حتى وصول السفينة لوجهتها. ويُسجن الراوي، وخلال سجنه يستخدم علومه لمعالجة المرضى من السجناء والحراس ويزداد عدد الأصحاء. ويستخدم النقود التي كسبها من علاج المرضى في تعلّم التركية في وقت قصير. ثم يستدعيه الباشا خلال فترة أسره والذي كان طريح الفراش من المرض. فيعترف أخيرًا بأنه ليس بطبيب، وبالرغم من اعترافة بذلك تم توظيفه لمعالجة الباشا؛ فأصبح يتلقى معاملة تفضيلية بين العبيد والحراس على الرغم من أنه لا يزال عبدًا، وعند وصول السجناء الاسبان حاول الحصول على أخبار من بلاده ولكن بلا جدوى. أمره الباشا بإقامة عرض للمفرقعات النارية لحفل زفاف ابنه، ولكنه تعجّب عند رؤيته للرجل الذي سيعمل معه فقد بدا مشابهًا له تمامًا.
عمل الراوي مع الأستاذ معتقدًا بعدم وجود شيء مفيد ليشاركة إياه. كما تعجّب عندما قام الأستاذ بالترويج لنسخة مترجمة غير واضحة للمجسطي فحظي على ردة فعل باردة من الراوي.عمل كلاهما على عرض الألعاب النارية، وتساعد رؤى الراوي للعلم المعاصر شبيهه، مما يقود العرض للنجاح. وبعد حفل الزفاف عرض الباشا على الراوي حريته مقابل اعتناقه الإسلام، وعند رفضه قام الباشا بعمل تمثيلية لإعدامه حتى يخوّفه فيدخل الإسلام. ولكنه رفض ذلك مما جعل الباشا يثني على تمسكه بدينه ويسخر من غباءه في رفضه الدخول في الإسلام وبالتالي جعله عبدًا عند الأستاذ. يخضع الراوي خلال فترة عيشه مع الأستاذ لقسوة وجشع الأستاذ ولتحقيقاته، ويتمكن الأستاذ من الترفيه عن السلطان وذلك باستخدام معلومات الراوي في الفلك وحكاياته الإيطالية. كما كشف الأستاذ عن هدفه في كسب استحسان السلطان ليتمكن من الحصول على منصب كبير المنجمين. وعندما تعمّق اهتمام الأستاذ في ماضي الراوي بدأ كلًّا من الراوي والأستاذ في تبادل حكايات ملؤها التساؤل عن «سبب» كونهم أنفسهم. لم يقدر الأستاذ على إيجاد أي أسباب بينما كان الراوي يقدر على إيجادها، وذلك لأن الأستاذ لا يستطيع رؤية أي عيوب في نفسه. وبينما يستمر الراوي في الكتابة عن ماضيه، يصبح الأستاذ أكثر كيدًا ويسخر من أخطاء الراوي في ماضيه. ويدّعي تفوقه على الإيطالي الذي يستطيع الاعتراف بأخطائه، بينما هو لا يستطيع الاعتراف بأخطائه. وانتشر وباء في إسطنبول في تلك الأثناء مما قذف الرعب في قلب الراوي فقام الأستاذ باستغلال خوفه وعذبه به. هرب الراوي عندما ظن أن الأستاذ قد لقى حتفه من الوباء، ولكن الأستاذ مازال على قيد الحياة وقام باستعادته واستمر بمحاولاته في معرفة ماضي الراوي. وبعد انتهاء الوباء حصل الأستاذ على منصب كبير المنجمين. وفي التنافس بين تأثير والدة السلطان وتطلعات السلطان الشابة خطّط الأستاذ لصنع سلاح جبار يثبت ذكائه وقوة الإمبراطورية العثمانية. وعمل الأستاذ والراوي في السنوات الست المقبلة في صنع ذلك السلاح. وفي تلك الأثناء تفاجأ الراوي من معرفة الأستاذ الواسعة عن ماضيه وسلوكياته ومن قدرة الأستاذ على تقليده بشكل متقن مما جعله يحلم بكوابيس عن فقدانه لهويته.
تم الانتهاء من صنع السلاح في وقت حصار أدرنه وكان الهدف الاستيلاء على القلعة البيضاء العظيمة وتسمى قلعة دوبيو. وجاء الخبر للراوي أن السلاح قد فشل فشلًا ذريعًا حيث أن المنطقة التي تم الهجوم عليها قد حصلت على إمدادات غذائية من المجر والنمسا وبلاد القوقاز. خوف الأستاذ على حياته جعله يهجر الراوي ويختفي في إيطاليا. وبالتالي اختبأ الراوي في شخصية الأستاذ. وختم الكتاب بالراوي وهو في السبعينات من عمره وكان يتحدث عن حياته بعد فشله في أدرنه، فقد تزوج وأصبح لديه أطفال وكانت حالته المادية جيدة عندما كان يعمل كمنجم ملكي. وقد استقال قبل أن تتمكن المؤامرات من الإيداء بحياته. وقد بدأ بتقبل أن المسافرين الذين يقصدونه لم يأتوا لرؤيته بل للأستاذ. وبدأ يتساءل عما حدث «له» «الهارب لإيطاليا». طلب مؤلف رحّال يُدعى إيفلاي سيلبي من الراوي تعليمه عن إيطاليا حيث كان لدى الأستاذ «الراوي حاليًا» عبدًا إيطاليًا في السابق. وافق الراوي على طلبه وبدأ كلًا منهما بتبادل القصص على مدى أسبوعين قبل رحيل المؤلف. يخبرنا الراوي أن هذه الحادثة هي التي ألهمته في تسجيل أحداث حياته السابقة.

## المواضيع
- يتكرر موضوع العلاقة النشطة بين العبد وسيده في رواية القلعة البيضاء. كما تتكرر محاولات السيد المختلفة للاستعلاء على الراوي طوال أحداث الرواية إما عن طريق السخرية من طفولته أو عن طريق استغلال ضعفه واضطهاده كعبد، ومن ناحية أخرى قضى الأستاذ الكثير من الوقت في محاولة التعلم من الراوي والشعور بالإحباط إزاء إخفاء الراوي المعلومات عنه. استمرت علاقة السيد والعبد بالتدهور عندما أدرك كلًّا منهما استطاعتهما تبادل الهويات.
- قوة المعرفة من المواضيع الرئيسة في القلعة البيضاء. وتم إظهار الراوي والأستاذ كمثقفين. وفي بداية الأمر لم يستطع كلًّا من الراوي والأستاذ من التظاهر بالمعرفة أكثر من الآخر. بدت معارف الراوي أكثر علمية من معارف الأستاذ والتي كانت متأثرة باللغات الأخرى ومن ثم بالعقيدة. وتمثل نماذج مركزية الشمس ومركزية الأرض شخصية كلا الرجلين ونظرتهما للعالم. وكان الراوي يرى ويستخدم معارفه بطريقة يساعد بها الآخرين بينما كان الأستاذ يستخدم معارفه لتحقيق طموحاته.
- وتمت الإشارة لعصرية الإمبراطورية العثمانية أو فشلها في التحول للعصرية في الرواية قبل وصول الإمبراطورية لذروتها وقبل أن تصبح معلم رئيس للحضارة. ومن المواضيع والصراعات الشائعة في رواية باموق فشل الإمبراطورية العثمانية ونظيراتها الحديثة مثل تركيا في التطور مع منافسيها. وتم وصف فشل العثمانيين في الاستيلاء على دوبيو من قِبَل الراوي بأنه فشل في تحقيق المثالية والطهارة.
- ومن الصراعات السائدة للراوي غموض شخصيته، عندما قابل الراوي الأستاذ في المرة الأولى رأى أن الأستاذ يشابهه تماما أو ظن ذلك كما لم يرى الراوي انعكاس صورته في بعض الأحيان. ولاحظ الأستاذ ذلك الشبه أيضا مما أدى لمعرفة كلًّا من الرجلين الكثير عن بعضهما، وأصبح إدراك الأستاذ بذلك الشبه الكبير بينهما ورغبته في أن يتبادلا الأدوار وأن يعود الأستاذ لإيطاليا دون أن يواجه أي مشكلة مصدر قلق للراوي. فكان الأستاذ يرسل الراوي بإرشاداته للسلطان عندما يضجر. كما يوجد أيضا غموض في الفصل الأخير من الرواية، حيث ادّعى الراوي الخيالي بعد العديد من السنوات بأن تبادله الحكايات مع رحالة قد ألهمه كتابة قصته. مما يطرح العديد من التساؤلات هل حدثت هذه الحكاية أو لا وإذا كانت قد حدثت هل كان الراوي هو العبد الذي لا يحمل اسم أو الأستاذ الذي تُرِك بلا تعريف. كما تم ذكر الأستاذ والراوي بشكل غامض قام بترجمته سرحان الإسار.

## اقتباسات من الرواية
-   - "من المؤكد أن الآخرين ليسوا كلهم سيئين" (ص.61) :هذا الاقتباس يعكس نقطة تحوّل في نظرة الباشا التركي للأسير الإيطالي، ويمثل بداية الانفتاح على الآخر. يعبّر عن نقض لأحكام المسبقات النمطية، وبداية تشكّل وعي إنساني مشترك، وهو ما يؤسس لاحقًا لفكرة التسامح والانخراط بين الثقافات.
  - "النبوءة نوع من التهريج" (ص.84) :يعبّر عن موقف عقلاني نقدي من التفسيرات الخرافية للوباء. يعكس انتصار الفكر العلمي العقلاني المستلهم من الفلسفة الأوروبية الحديثة على حساب الخطابات الغيبية، خصوصًا في زمن الأزمات.
  - "الوباء كارثة لا يمكن قهرها" (ص.84) :يكشف عن منطق العجز الإنساني أمام قوى الطبيعة، وهو خطاب جمعي يتجاوز العقائد. يمثل إدراكًا جماعيًا لفناء الإنسان وعجزه، ما يدفع نحو التعايش في ظل هذه المحدودية الوجودية.
  - "لا يُنكر علاقة الله بالكارثة ولكن علاقة الله غير مباشرة" (ص.84) :يمثل ما سميته بـ "المنطق الرشدي"؛ أي محاولة المواءمة بين العقل والدين. يشير إلى تحول في الوعي الجمعي نحو تفسير مقارب للعلم دون نفي التدبير الإلهي، ما يمنح الرواية عمقًا فلسفيًا وفكريًا.
  - "كأن آلامه وهزائمه هي آلامي وهزائمي" (ص.100) :ذروة التماثل الوجداني بين الأسير الإيطالي والأستاذ التركي. يجسد زوال الحدود بين الذات والآخر، وتحوّل العلاقة من صراع إلى تعاطف وتلاحم، وهي لبّ سردية التسامح في الرواية.
  - "أن السلطان بدأ يشعر بفضول لمعرفة ما يدور في ظلمة عقولنا" (ص.104) :يشير إلى انفتاح النخبة السياسية العثمانية على الأفكار الأوروبية والتجريب العلمي. كما يحمل دلالة رمزية على الرغبة في فهم الآخر دون قمعه، ما ينعكس على مفهوم المشاركة الفكرية لا الإقصاء.
  - "ما أهمية أن يكون الإنسان؟ المهم هو ما يفعله" (ص.139) :يمثّل خلاصة فلسفة الرواية حول الهوية؛ فالهوية ليست انتماءً ثابتًا بل هي سلوك وممارسة. يرسّخ فكرة البراغماتية الإنسانية التي ترى الفعل أساسًا للحكم على الإنسان، لا العرق أو الدين أو الأصل.أسلوب الرواية

## أسلوب الرواية

### الراوي العليم المتخفي
يستخدم باموق تقنية الراوي العليم الذي يتحدث بضمير المتكلم، لكنه في الوقت نفسه يترك مساحة للغموض حول هوية الراوي، مما يخلق توترًا سرديًا ويورّط القارئ في لعبة الهوية.
هذا الأسلوب يفتح الباب أمام تعدد التأويلات، ويجعل القارئ يتساءل: من هو الراوي حقًا؟ هل هو الأسير الإيطالي أم الأستاذ التركي؟

### 2. الفانتازيا التاريخية
الرواية ليست تأريخًا حرفيًا، بل إعادة تخييل للتاريخ من خلال مزج الوقائع بالخيال.
يوظف باموق القرن السابع عشر كخلفية زمنية، لكنه يحمّله بأسئلة معاصرة حول الهوية، الآخر، والعقلانية.

### 3. التماثل والتكرار البنيوي
هناك تماثل شبه كامل بين الشخصيتين الرئيسيتين (الأسير والأستاذ)، وهو ما يُستخدم كأداة لاستكشاف الذات والآخر.
هذا التماثل يُعزز من الطابع الفلسفي للرواية، ويجعلها أقرب إلى مرآة مزدوجة تعكس كل طرف في الآخر.

### 4. الأسلوب التحليلي التأملي
يغلب على السرد طابع التأمل الفلسفي، خاصة في ما يتعلق بالهوية، الدين، والعقل.
اللغة هادئة، دقيقة، وغالبًا ما تتجنب الانفعال، مما يعكس نضجًا سرديًا وحرصًا على الموضوعية.

## 5. التورط العاطفي للقارئ
باموق لا يقدّم أجوبة جاهزة، بل يدفع القارئ إلى المشاركة في بناء المعنى.
النهاية المفتوحة، والغموض في تبادل الأدوار، يجعلان القارئ جزءًا من التجربة السردية.